# Malka Ribowska
Malka Ribowska est une actrice et scénariste française d'origine polonaise née le 20 mai 1928 à Nantes et morte le 5 septembre 2020 dans le 15e arrondissement de Paris. Elle est la sœur de Nicolas Ribowski.

## Biographie
Malka Ribowska naît sous le nom d'état civil de Marcelle Ribowski le 20 mai 1928 à Nantes,,. Son adolescence se déroule sous l'occupation allemande. 
Malka Ribowska est la fille de Simon Rybowski né le 8 mai 1894 à Varsovie en  Pologne et de Sarah Nejman née le 16 juillet 1900 à Varsovie en  Pologne. Ils sont arrêtés sur la ligne de démarcation et détenus à la prison de Dijon. Leur dernière adresse est au 84 rue de Fontenay à Vincennes. Ils sont déportés par le Convoi No. 48, en date du 13 février 1943 de Drancy vers Auschwitz.
Ses parents, qui seront déportés et ne reviendront pas des camps nazis, la cachent dans un pensionnat catholique.
Elle fait partie d'une fratrie de 6 enfants, dont Nicolas Ribowski, André, né le 28 mai 1919 à Varsovie (Pologne), résistant, qui sera tué le 21 août 1944 à l'âge de 25 ans en se battant contre les Allemands, Gitla, David et Bella. 

À 17 ans, elle suit des cours d'acteur, animés par Roger Blin. Elle joue dans quelques pièces de théâtre, dont des créations de pièces d'Arthur Adamov sous la direction de Roger Planchon. C'est dans le travail sur une de ces pièces qu'elle rencontre René Allio qui était créateur des décors. Elle débute au cinéma dans les années 1950, mais c'est René Allio, qu'elle épouse, qui lui met le pied à l'étrier dans La Vieille Dame indigne (1965) et L'Une et l'Autre (1967).
Dans les années 1970, elle est l'une des rares tragédiennes de la télévision, à l'instar d'Alice Sapritch, à apparaître dans plusieurs téléfilms dramatiques dont Le Sagouin (1972), Le deuil sied à Électre (1974).
Une collaboration avec Josée Dayan en fait l'interprète du Naufrage de Monte-Cristo (1977), La Femme rompue (1978), Une fugue à Venise (1979), L'Embrumé (1980), Le Retour d'Élisabeth Wolff (1982).
On la voit aussi dans des séries télévisées comme Sam et Sally, Un juge, un flic, Châteauvallon.
Elle est une amie de Simone de Beauvoir et signe, avec Gérard Bonal, un livre sur elle, qui sort en 2002.
Elle meurt le 5 septembre 2020 dans le 15e arrondissement de Paris, à l'âge de 92 ans,,.

## Filmographie sélective

### Cinéma
- 1951 : Sans laisser d’adresse de Jean-Paul Le Chanois
- 1951 : Une histoire d'amour de Guy Lefranc
- 1960 : Vers l'extase de René Wheeler : Hassibah
- 1961 : Les Trois Mousquetaires de Bernard Borderie : Madame de Lannoy
- 1962 : La Meule, court métrage de René Allio : Nathalie
- 1962 : Les Dimanches de Ville-d'Avray de Serge Bourguignon : la voyante
- 1964 : Des pissenlits par la racine de Georges Lautner : la comtesse
- 1965 : La Vieille Dame indigne de René Allio : Rosalie
- 1965 : Merveilleuse Angélique de Bernard Borderie : la marquise de Brinvilliers
- 1967 : L'Une et l'Autre de René Allio : Anne
- 1972 : Le Bar de la Fourche d'Alain Levent : Jane Holly
- 1973 : Deux Hommes dans la ville de José Giovanni : l'avocate
- 1976 : L'Affiche rouge de Frank Cassenti
- 1989 : La Passion de Bernadette de Jean Delannoy
- 1991 : Transit de René Allio
- 1997 : Mange ta soupe de Mathieu Amalric

### Télévision
- 1961 : Les Cinq Dernières Minutes, épisode Cherchez la femme de Claude Loursais
- 1956 : En votre âme et conscience, épisode Un drame de la vertu de Jean Prat : l'accusée
- 1970 : Tout spliques étaient les Borogoves de Daniel Le Comte
- 1972 : Le Sagouin ( D'après François Mauriac) de Serge Moati : Paule de Cernès
- 1972 : Les Évasions célèbres : épisode l'esclave gaulois : Markowefe
- 1973 : Karatekas and Co feuilleton en 6 épisodes d'Edmond Tyborowski
- 1974 : Le Deuil sied à Électre (trilogie d'Eugene O'Neill), réalisation télévisée de Maurice Cazeneuve : Christine
- 1974 : Chéri-Bibi de Jean Pignol
- 1975 : Splendeurs et misères des courtisanes de Maurice Cazeneuve d'après Honoré de Balzac - Diane de Maufrigneuse
- 1976 : Messieurs les jurés : L'Affaire Périssac d'André Michel
- 1977 : Le Naufrage de Monte-Cristo de Josée Dayan : la Malédiction[9]
- 1978 : Sam et Sally de Nicolas Ribowski, épisode : Lili : Jeanne Bardon
- 1978 : La Femme rompue de Josée Dayan d'après Simone de Beauvoir
- 1979 : Un juge, un flic de Denys de La Patellière, seconde saison (1979), épisode : Une preuve de trop
- 1983 : L'Homme de la nuit de Juan Luis Buñuel : Olga
- 1984 : Madame S.O.S. avec Annie Cordy
- 1985 : Châteauvallon, de Serge Friedman, Paul Planchon et Emmanuel Fonlladosa : Mathilde
- 1995 : Navarro (saison 7 - épisode 1) de Pierre Grimblat et Tito Topin, épisode : Fort Navarro réalisé par Nicolas Ribowski : Me Caron
- 1998 : Navarro (saison 10 - épisode 3) de Pierre Grimblat et Tito Topin, épisode : La Colère de Navarro réalisé par Nicolas Ribowski : Madame Chamard

## Théâtre
- 1952 : La Maison de poupée d'Henrik Ibsen, mise en scène Jean Mercure, Comédie-Caumartin
- 1953 : La Mouette d'Anton Tchekhov, Comédie de l'Est, théâtre Hébertot
- 1954 : La Sauvage de Jean Anouilh, mise en scène Michel Saint-Denis, Comédie de l'Est
- 1955 : Juge de son honneur ou l'Alcade de Zalamea de Pedro Calderón de la Barca, mise en scène Daniel Leveugle, Comédie de l'Est
- 1957 : Paolo Paoli de Arthur Adamov, mise en scène Roger Planchon, théâtre de la Comédie Lyon
- 1958 : Paolo Paoli de Arthur Adamov, mise en scène Roger Planchon, théâtre du Vieux-Colombier
- 1958 : Procès à Jésus de Diego Fabbri, mise en scène Marcelle Tassencourt, théâtre des Célestins
- 1959 : La Seconde Surprise de l'amour de Marivaux, mise en scène Roger Planchon, théâtre Montparnasse
- 1960 : Le Mobile d'Alexandre Rivemale, mise en scène Jean-Pierre Grenier, théâtre Fontaine
- 1962 : L'Idiot de Fiodor Dostoïevski, mise en scène Jean Gillibert, théâtre Récamier
- 1963 : Le Médecin de son honneur de Pedro Calderón de la Barca, mise en scène José Guinot, Festival du Languedoc, théâtre Montansier, théâtre du Vieux-Colombier
- 1974 : La Polka de Patrick Modiano, mise en scène Jacques Mauclair, théâtre du Gymnase
- 1987 : Ponce Pilate, procureur de Judée de Jean-Marie Pélaprat, mise en scène Robert Manuel, spectacle pour croisière sur le Mermoz.